# Tortula polylepidis
Tortula polylepidis là một loài rêu trong họ Pottiaceae. Loài này được Herzog mô tả khoa học đầu tiên năm 1916.